# Neye-Oberlauf
Das Naturschutzgebiet Neye-Oberlauf liegt auf dem Gebiet der Stadt Wipperfürth im Oberbergischen Kreis in Nordrhein-Westfalen. Das Gebiet erstreckt sich nordöstlich der Kernstadt Wipperfürth und nordöstlich der Neyetalsperre entlang der Neye, eines rechten Nebenflusses der Wupper. Es liegt zu beiden Seiten der Kreisstraße K 30, am nordwestlichen Rand des Gebietes verläuft die K 13.

## Beschreibung
Das etwa 59,6 ha große Gebiet wurde im Jahr 2013 unter der Schlüsselnummer GM-095 unter Naturschutz gestellt.
Das Gebiet umfasst den Oberlauf der Neye I (südlicher Neye-Arm) mit den Zuflüssen aus dem Gebiet im Nordosten bei Forste, Halkenberg und Ritterlöh, sowie den Verlauf nördlichen Arms der Neye (Neye II) mit den Quellbächen um Vossebrechen und ihre Hangpartien. Die Quellbäche wurden ehemals begradigt und sind von Hochstaudenfluren sowie von Erlen geprägten Ufergehölzen gesäumt.
Die Neye I beginnt bei Ritterlöh wieder eine naturnahe Gewässerdynamik zu entwickeln, die Bachaue wird zum Großteil von brachliegenden Feuchtwiesen und Röhricht-Hochstaudenfluren eingenommen. Neben den von Fichtenforsten und Buchenwäldern dominierten Hangpartien zeichnen sich gerade die feuchteren, und zum Teil steileren Waldbereiche durch von Ahorn- und Erlen geprägte heterogene Bestände aus. Diese lassen viel Licht für unverholzende Pflanzen durchkommen und ermöglichen somit eine ebenso strukturreiche und heterogene Krautschicht. Besonders wertgebend ist die hohe Strukturvielfalt durch das Wechselspiel verschiedener kleinräumiger Biotope, die somit das gesamte Gebiet um besonders viele Ökotonstrukturen bereichern. Darüber hinaus erscheinen diese kleinen Flächen dabei häufig (wenn überhaupt) extensiv genutzt.
Die nordwestlichen Nebenbäche der Neye entspringen bei Vossebrechen und Stöcken, teils in einem Pappelwald, teils in Fichtenbeständen. Unter Naturschutz steht dabei nur der Vossenbrechener Bach und ab dessen Einmündung in die Neye II auch der weitere Verlauf der Neye II bis zur Vereinigung beider Neye-Arme in Unternien. Der Vossenbrechener Bach beginnt in einem naturnahen Erlen-Eschen-Auenwald, unterhalb eines verlandenden Teiches. Die Bachoberläufe werden von Fichtenwäldern und Springkraut-Fluren begleitet. Bei Vossebrechen stockt an der Hangböschung der Aue eine Baumhecke mit alten Eichen. Nach der Querung der K 30 verläuft der Bach weiterhin durch Fichtenwald, nach einem weiten Verlaufsschwung nach Südost wird die ca. 50 m breite Aue von Mädesüß-Feuchtbrachen und dann weiter südlich von artenreichen Feuchtwiesen und Binsenwiesen mit Spitzblütiger Binse, Braun-Segge, Sumpf-Pippau u. a. Arten eingenommen. Die Ausdehnung der Feuchtwiesen ist für die Region bemerkenswert großflächig ausgebildet. Bei dem Weiler Obernien ist eine Streuobstweide mit alten, gut gepflegten Birnen- und Apfelbäumen enthalten.

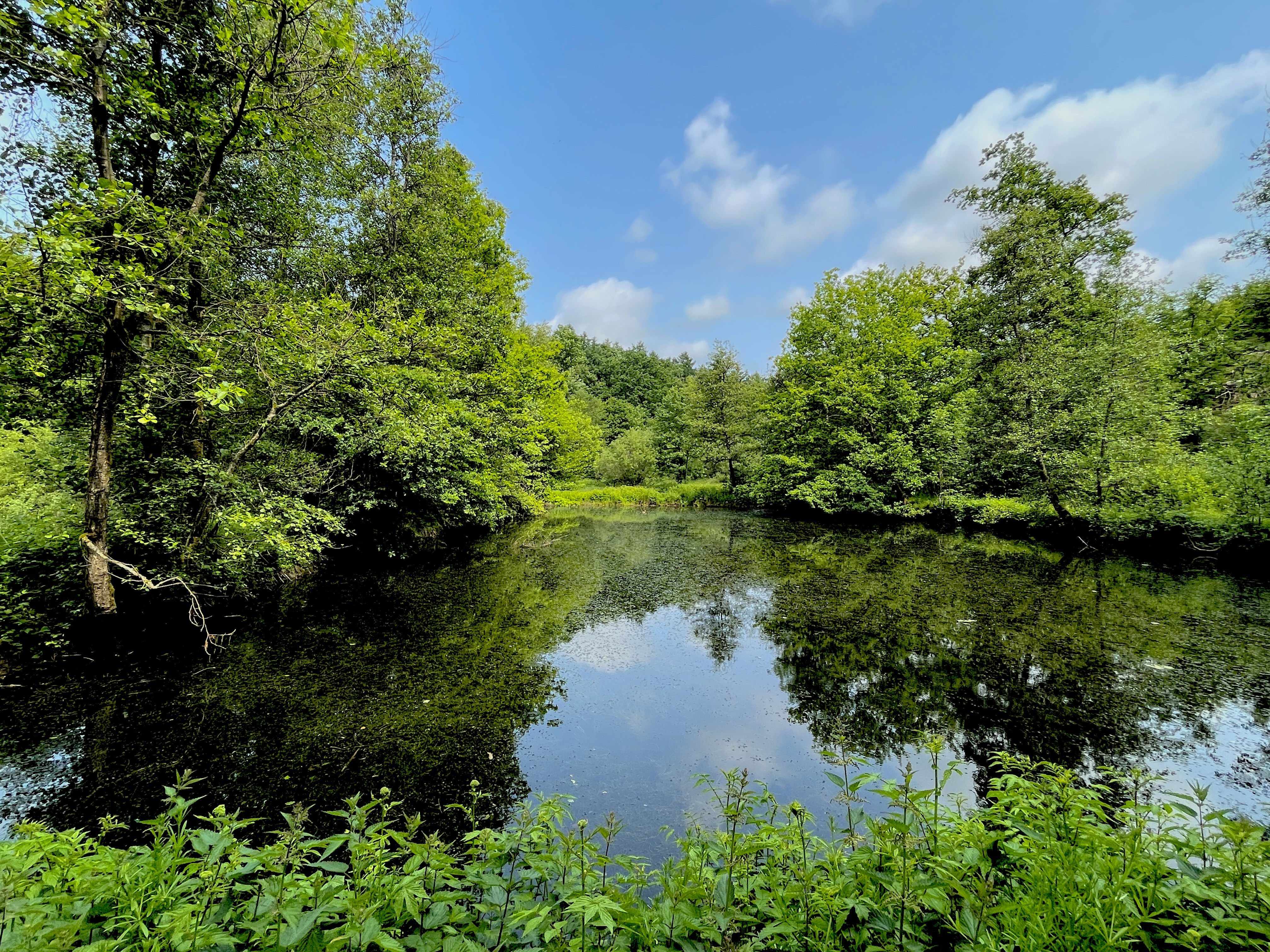
Fischteich in Unternien

Während die Neye I die oberhalb der Neyetalsperre liegenden Fischteiche östlich umfließt, passiert die Neye II diese Teiche an der Westseite und wird dann vor der Einmündung in den Talsperre der Neye I zugeleitet. Darüber hinaus fließt eine Teilwassermenge der Neye II unmittelbar vor dem Erreichen der Fischteiche durch einen Auwald der Neye I zu.
Das Gebiet kann als regional bedeutsam im Biotopverbund naturnaher Bäche und artenreicher Feuchtwiesen betrachtet werden. Die Erhaltung und die Förderung der Naturnähe von Fließgewässern in Verbindung mit der Erhaltung und Entwicklung extensiv genutzten Auengrünlands sind wichtige Schutzziele. Insbesondere die Pflege und extensive Bewirtschaftung des Feuchtgrünlands stehen hier im Zentrum des Interesses.

## Wanderwege
Das Gebiet ist am ehesten von Kreuzberg (Wipperfürth) zu erreichen. Der Rundwanderweg A2 führt  durch die Bachtäler der Neye I und II. A3 ist ein kleiner Rundweg im Bachtal der Neye I. Der Wanderweg X3 des SGV führt durch das gesamte Neye-II-Tal von Unternien nach Schwenke.

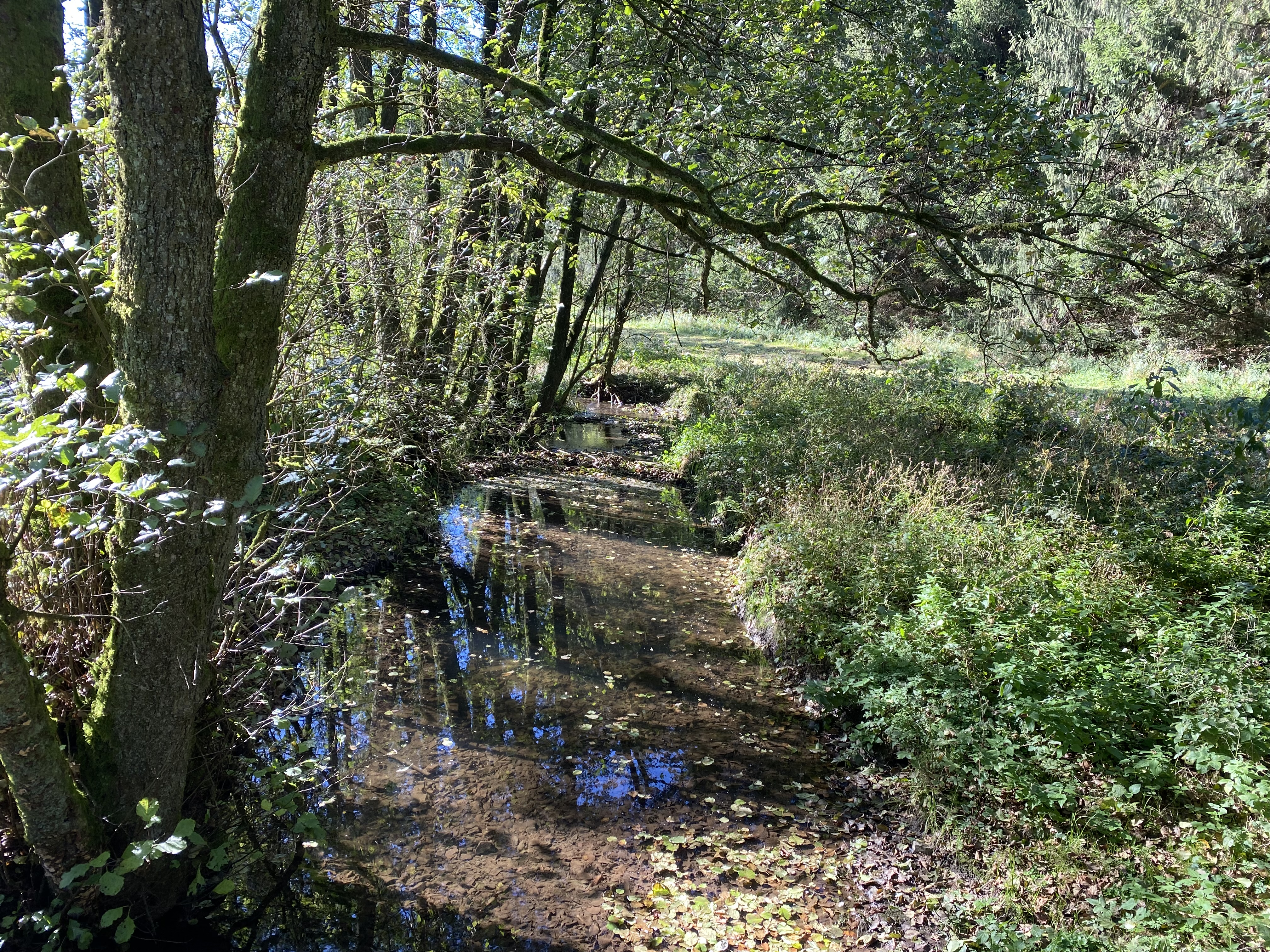
Neye II (nördl. Neye-Arm) bei Obernien
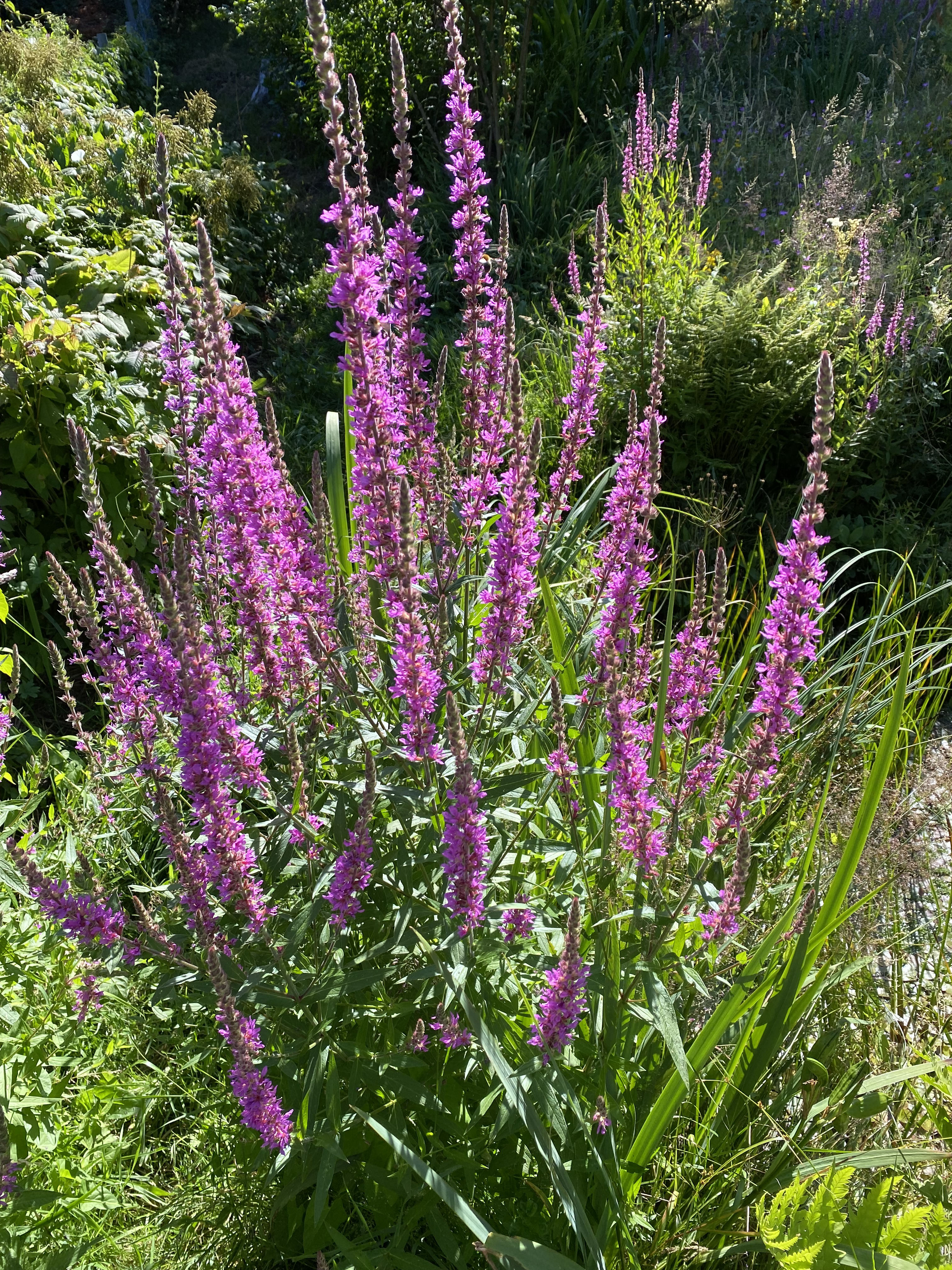
Blut-Weiderich (Lythrum salicaria)
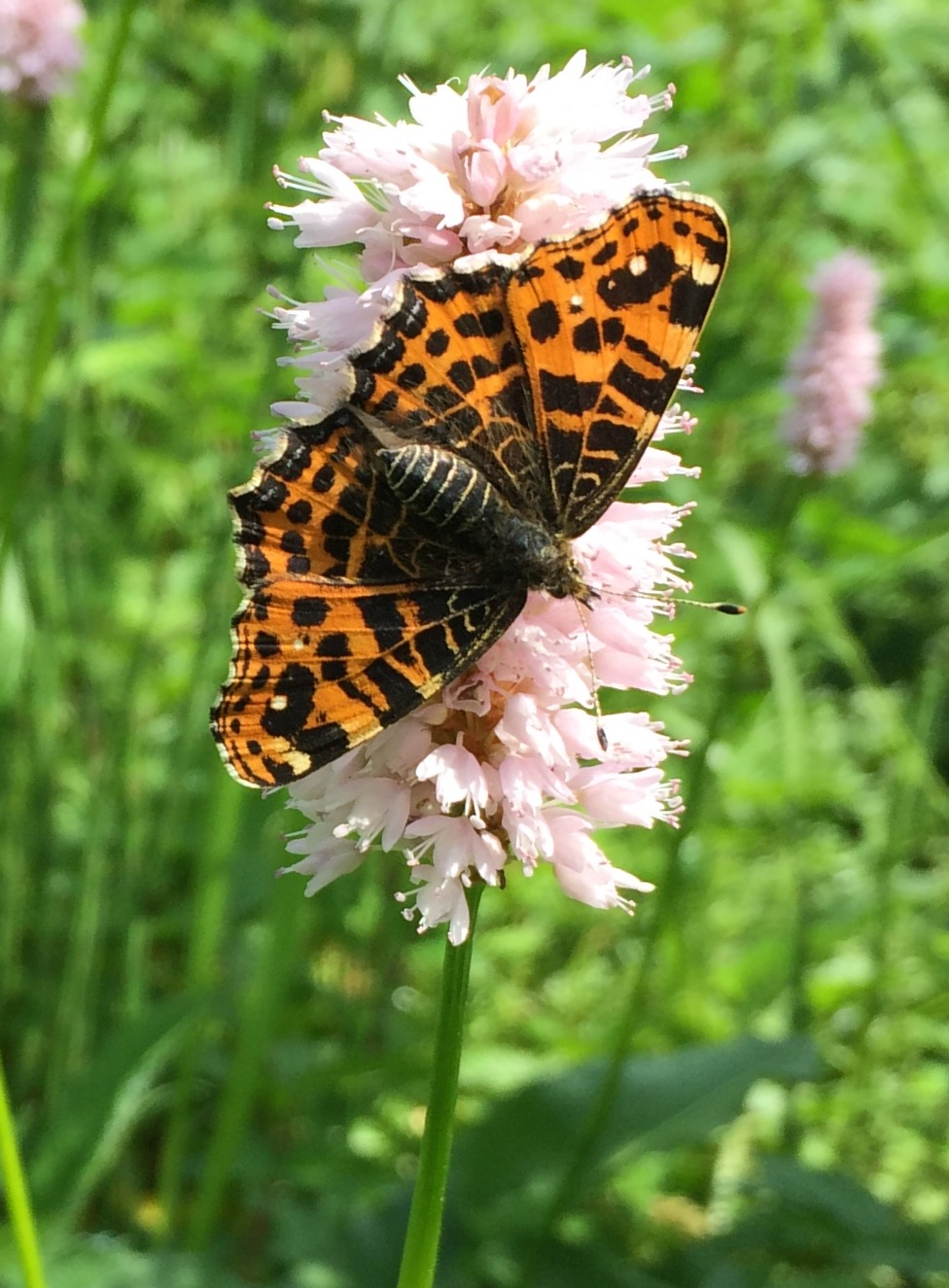
Landkärtchen auf Schlangen-Knöterich
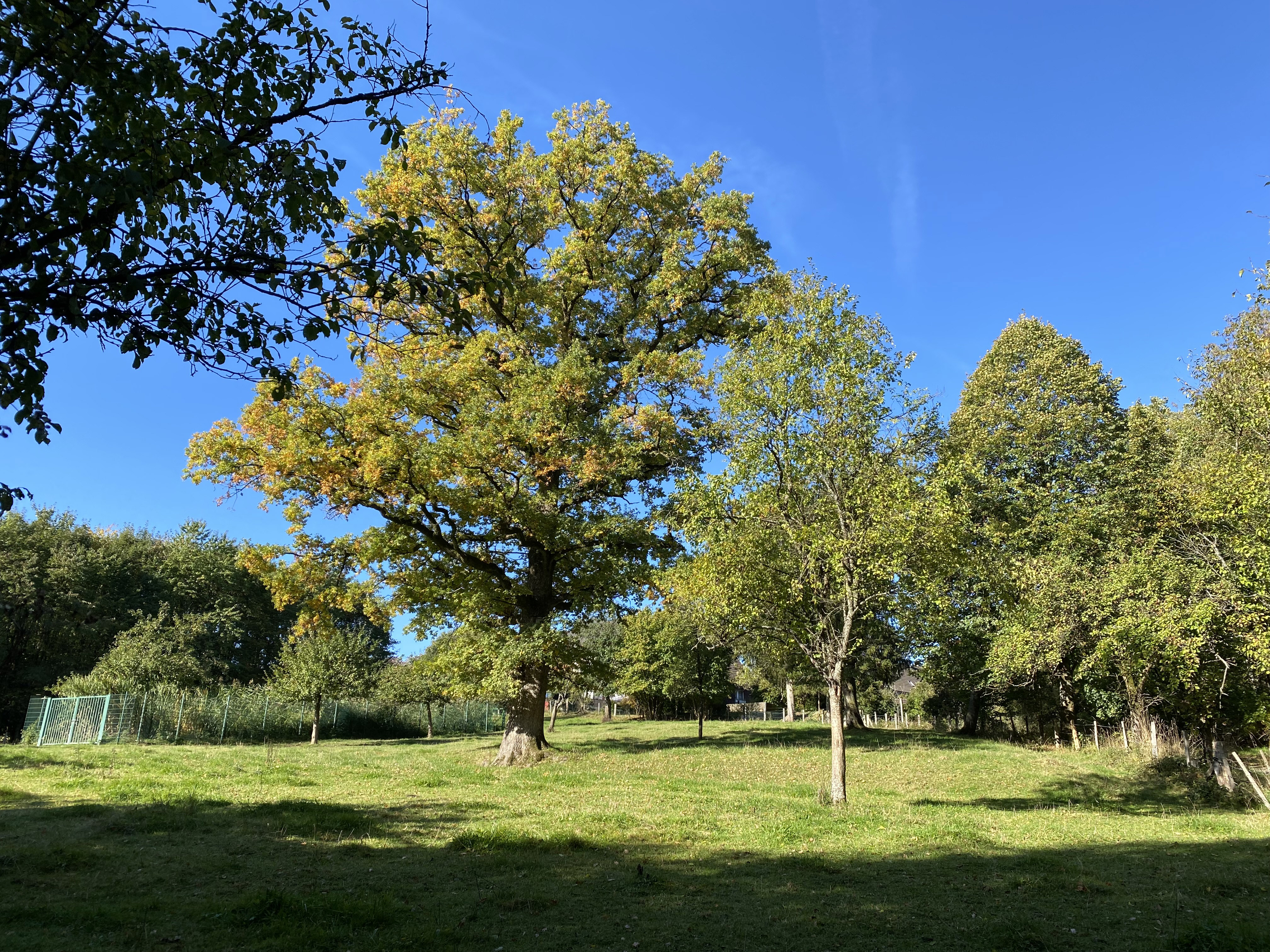
Streuobstwiese bei Obernien
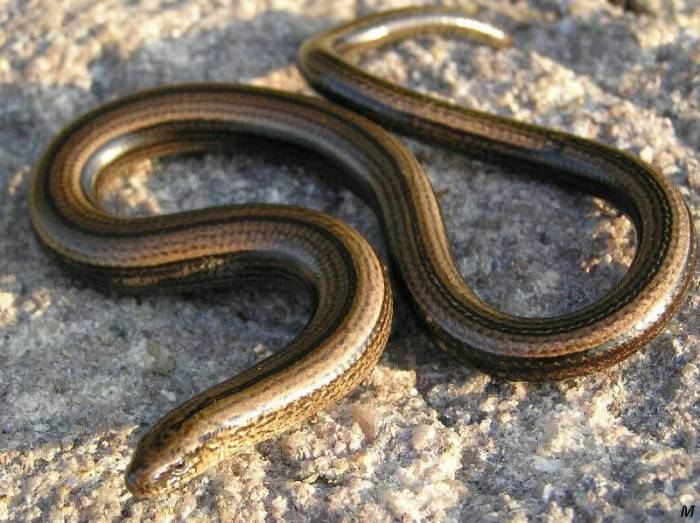
Blindschleiche (Anguis fragilis)
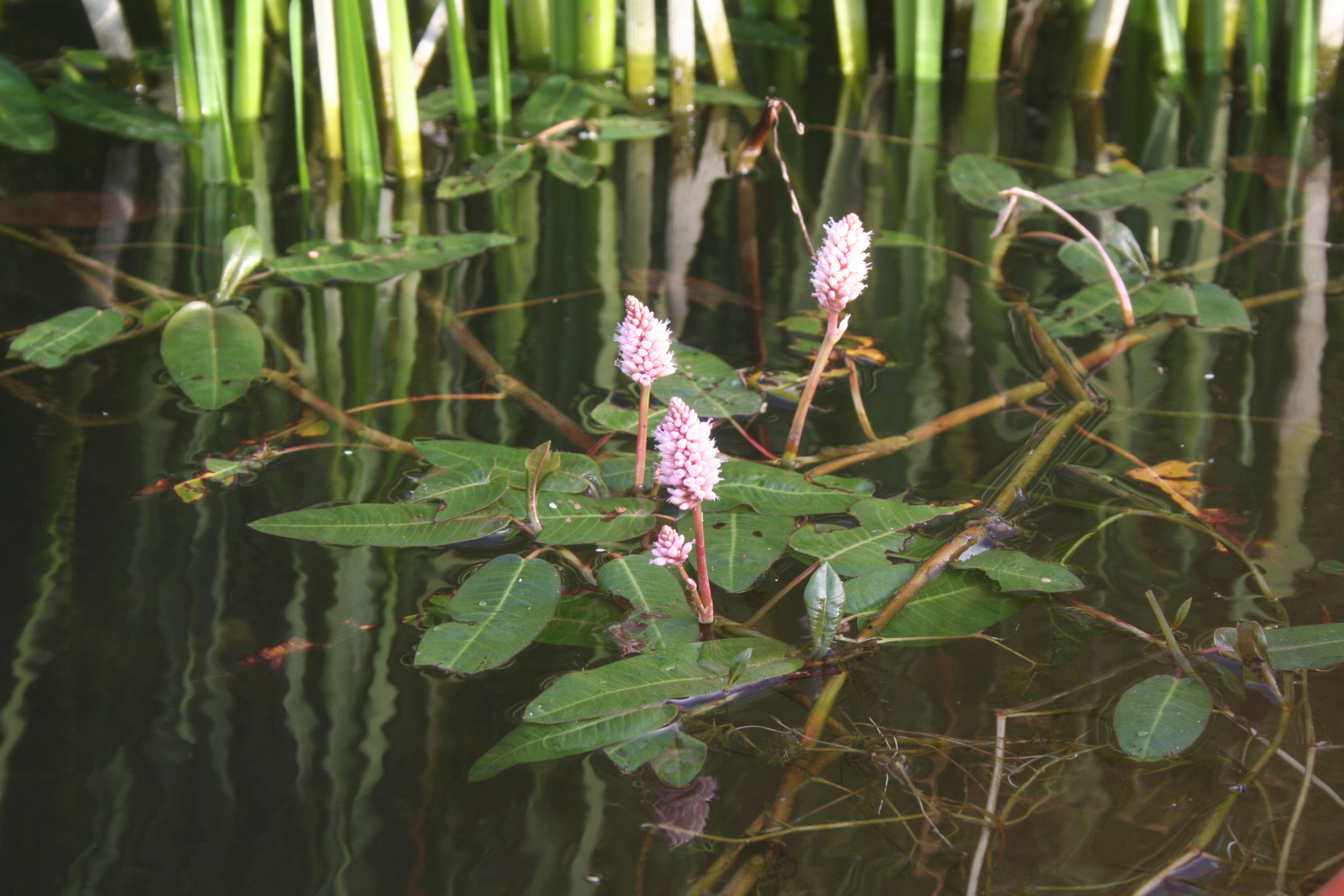
Wasser-Knöterich (Persicaria amphibia)
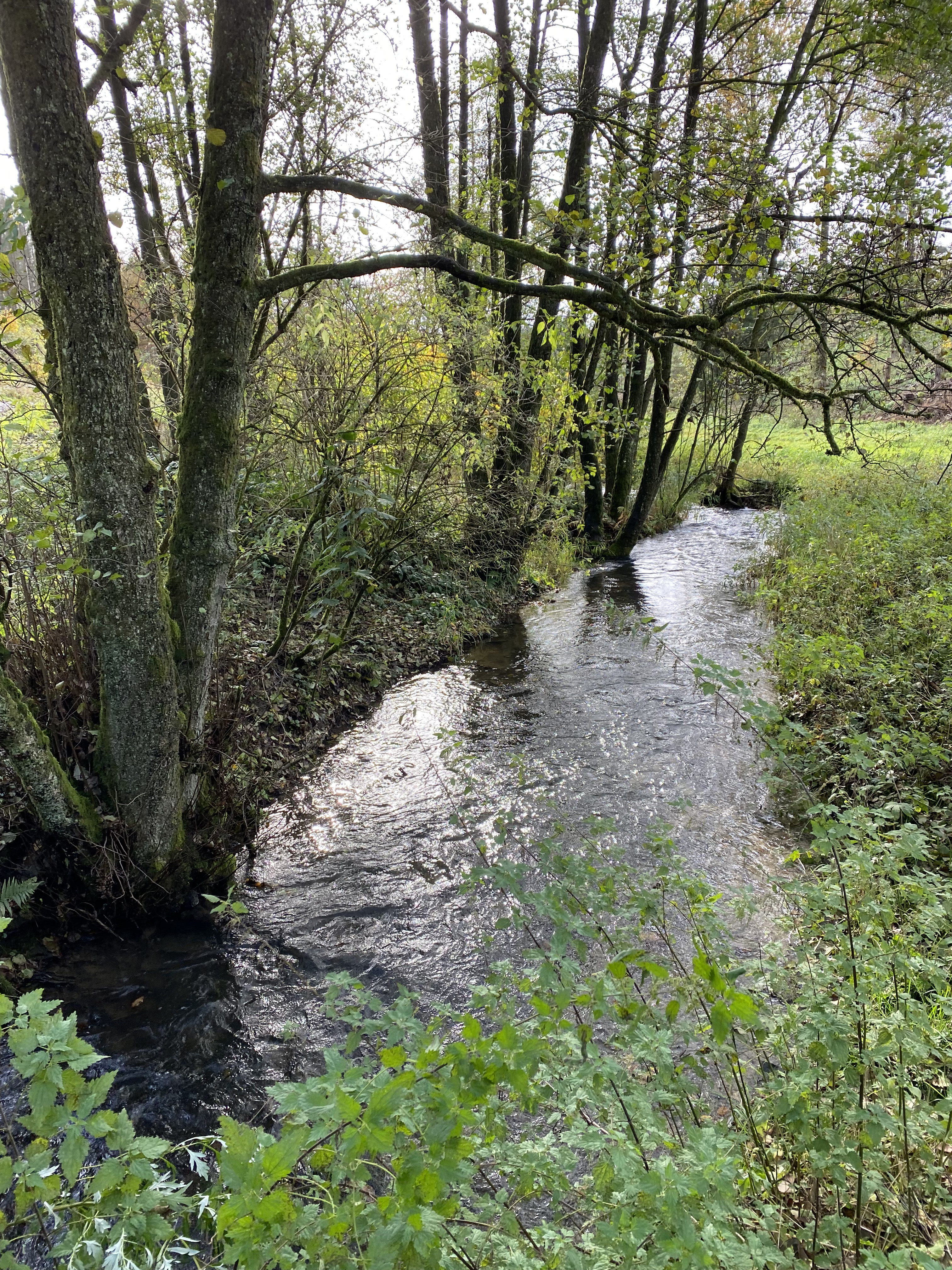
Neye II – begleitet von Ufergehölzen
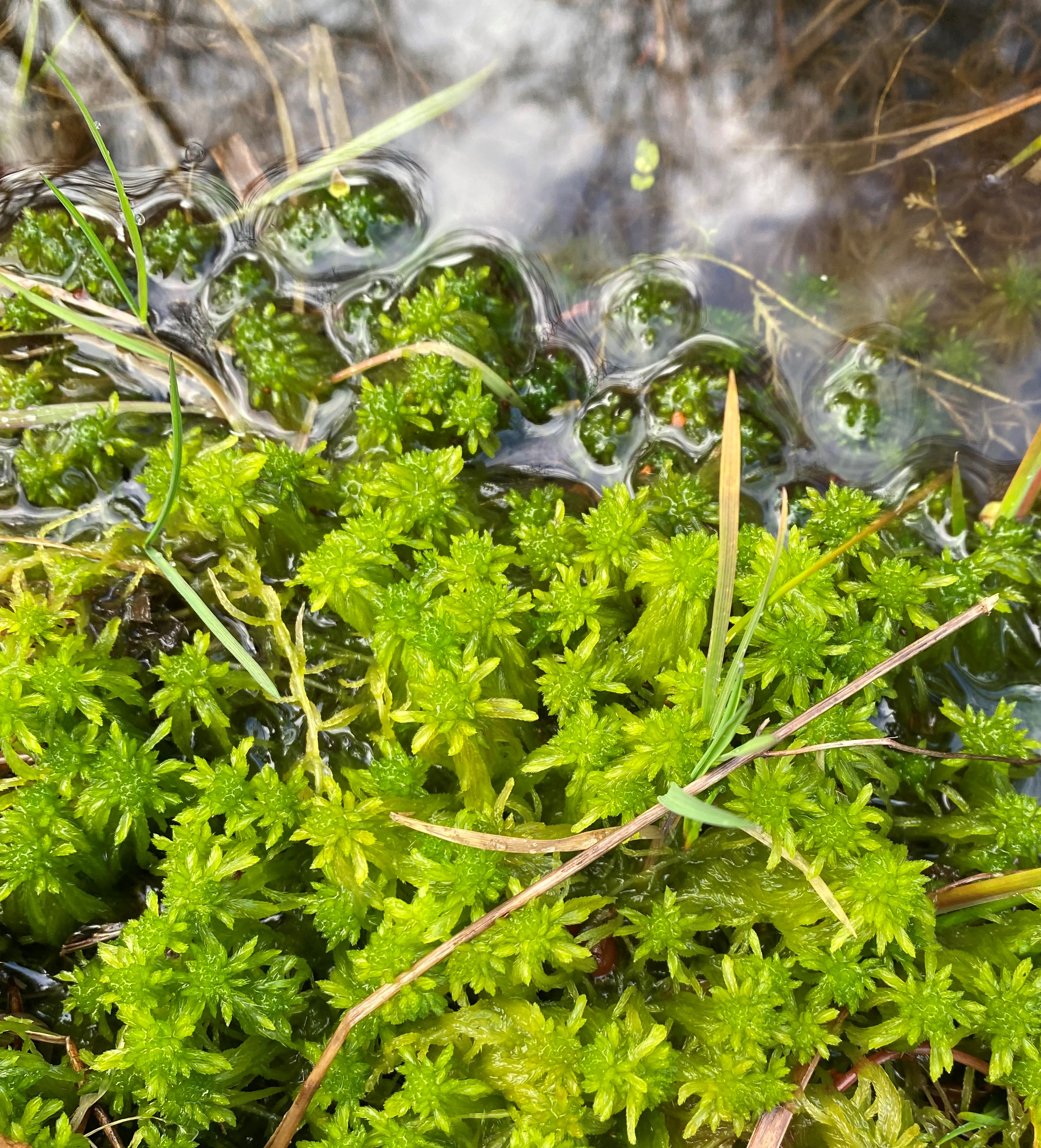
Torfmoose (Sphagnum spec.)
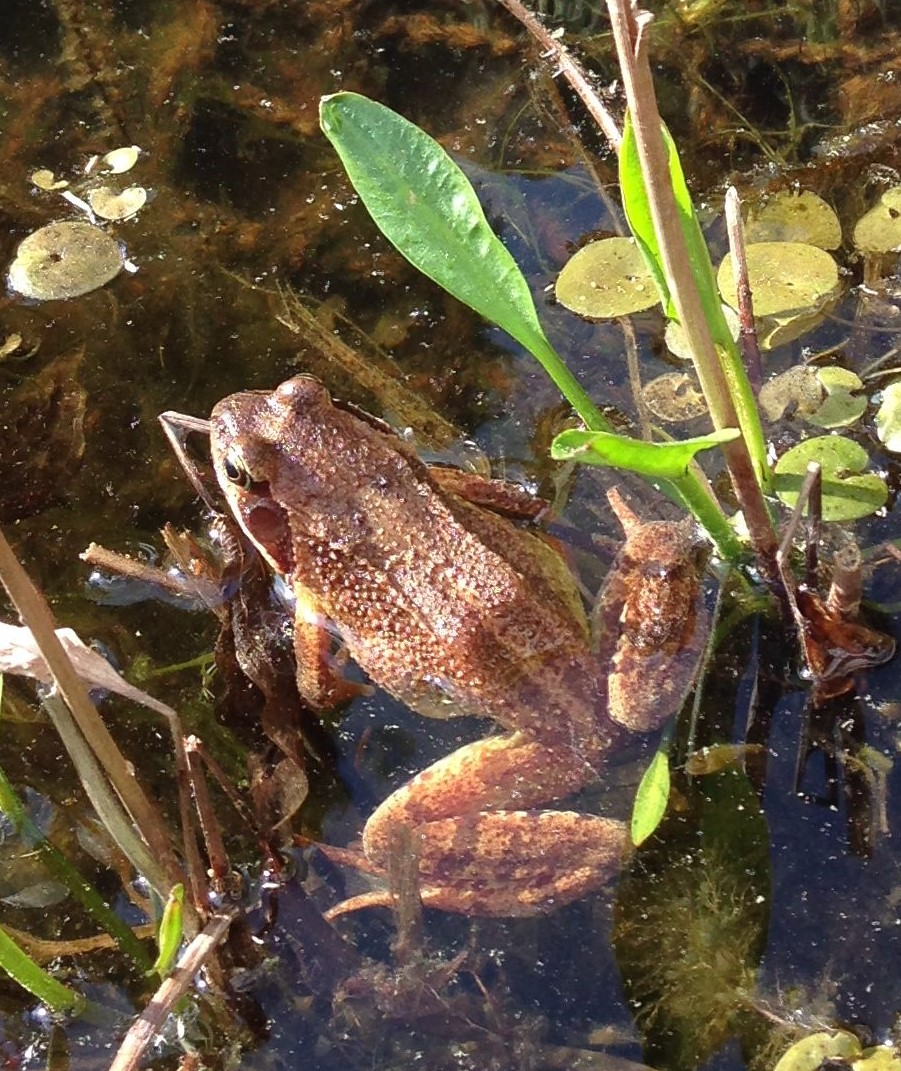
Grasfrosch (Rana temporaria)
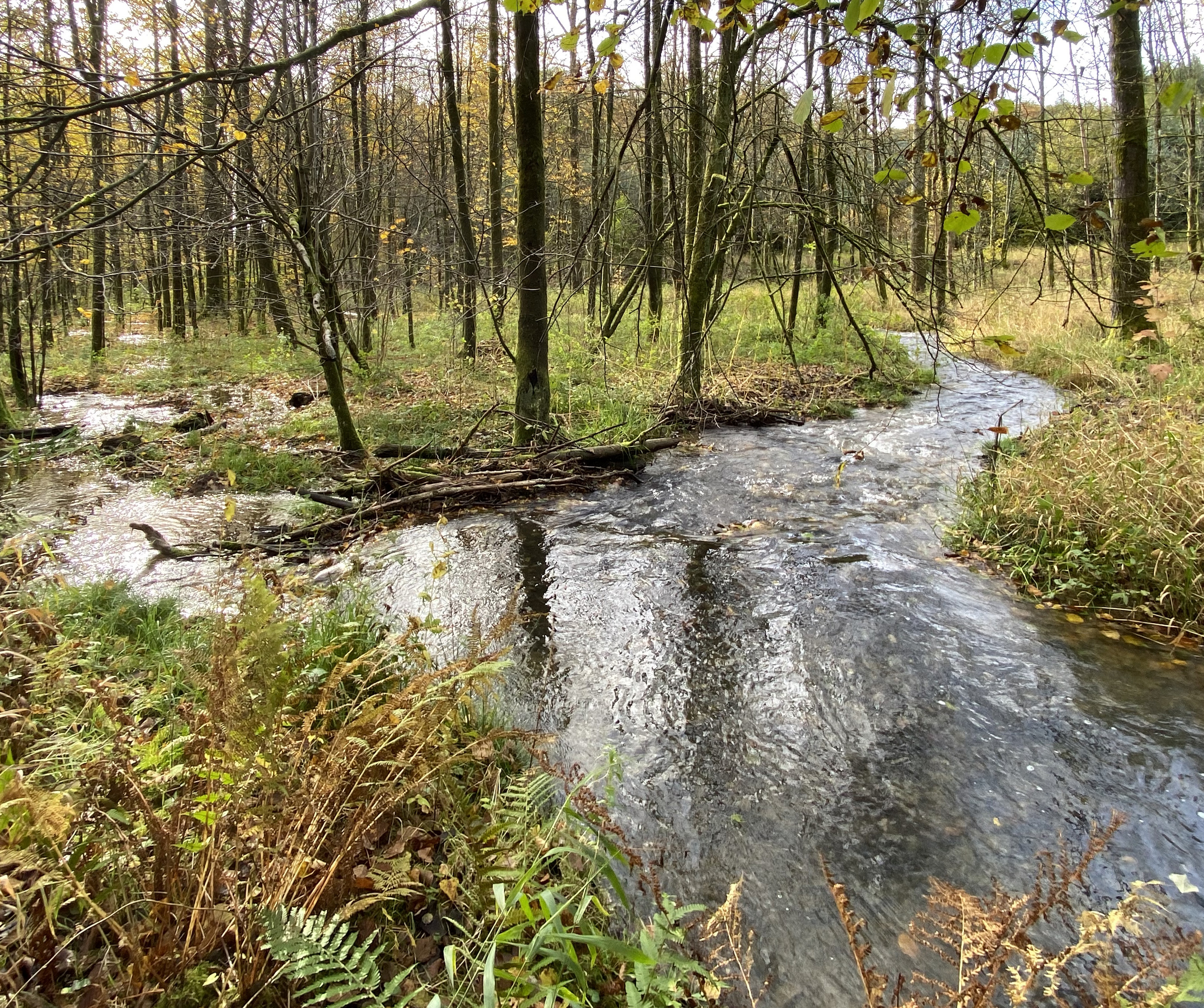
Teilüberleitung Neye II in Neye I – Auwaldvernässung